# Andrea Occhini
Andrea Occhini (Codogno, 15 dicembre 1986) è un pilota motociclistico italiano.

## Carriera
Ha debuttato nel Mondiale Supermoto nel 2006 a soli 20 anni.
Dopo aver corso dal 2004 nel Team KTM Motorbike, nel 2006 corre nel team ufficiale Husaberg IPA Factory. A causa del ritiro del team nel 2009 corre nel nuovo team ufficiale TM di sede a Roma, il 747 Motorsport Factory, al fianco degli esperti Davide Gozzini e Thierry Van Den Bosch.
Nel 2010 passa al Team Rigo Racing su Suzuki.

## Palmarès
- 2002: Debutto nel Motocross
- 2003: Debutto nel Supermotard
- 2004: 2º posto Trofeo KTM Red Bull Supermoto Junior (su KTM)
- 2004: 10º posto KTM Supermoto Junior Euro Cup (su KTM)
- 2005: 5º posto KTM Supermoto Junior Euro Cup (su KTM) - infortunio
- 2005: 7º posto Coppa Italia Runner (su KTM)
- 2006: Vincitore Trofeo KTM Supermoto classe Sport (su KTM)
- 2006: 15º posto Campionato Italiano Supermoto classe Sport (su KTM)
- 2006: 23º posto Campionato del Mondo Supermoto S1 (4 GP su 8) (su Husaberg)
- 2007: 8º posto Campionato Italiano Supermoto S2 (su Husaberg)
- 2007: 16º posto Campionato del Mondo Supermoto S2 (su Husaberg)
- 2007: Vincitore Supermoto delle Nazioni Junior
- 2008: 12º posto Campionato Italiano Supermoto S2 (su Husaberg) - infortunio
- 2008: 12º posto Campionato del Mondo Supermoto S2 (su Husaberg) - infortunio
- 2009: 10º posto Campionato Italiano Supermoto S2 (su TM) - infortunio
- 2009: 7º posto Campionato del Mondo Supermoto S2 (su TM) - infortunio
- 2009: 23º posto Superbikers di Mettet (su TM)
- 2009: Vincitore Coppa Roma Supermoto (su TM)
- 2010: 4º posto Campionato Neozelandese Supermoto (su Suzuki)
- 2010: 7º posto Campionato Italiano Supermoto S1 (su Suzuki)
- 2010: 9º posto Campionato del Mondo Supermoto S1 (su Suzuki)
- 2011: 8º posto Campionato Italiano Supermoto S1 (su Suzuki)
- 2011: 12º posto Campionato del Mondo Supermoto S1 (su Suzuki)
- 2012: 4º posto Campionato Italiano Supermoto S1 (su Honda)
- 2012: Vincitore campionato regionale Supermoto Lombardia (su Honda)
- 2012: 8º posto Starbikers Mettet (su Honda)
- 2012: 2º EICMA Motolive Supermoto (su Honda)
- nel 2013 corre sulla Suzuki